# Жердь (река)
Жердь или Же́рдя (укр. Жердь) — река на Украине, протекает по территории Хмельницкого района Хмельницкой области и Кременецкого района Тернопольской области. Правый приток реки Жирак (бассейн Днепра). Длина реки — 41 км. Площадь водосборного бассейна — 139 км².
Долина реки трапециевидная, неглубокая, склоны пологие, распаханы. Пойма двусторонняя, шириной 150—200 м и более, местами заболочена. Русло извилистое, ширина 810 м. Питание смешанное. Замерзает в декабре, вскрывается в конце марта. На реке сооружён ряд прудов. Используется для хозяйственных нужд.